# Pénalité (rugby à XV)
Pour les articles homonymes, voir Pénalité.
La pénalité est un geste technique au rugby à XV.
Si une faute est bénigne, l'arbitre siffle un coup franc ou ordonne une mêlée. En cas de faute importante d'un joueur, l'arbitre siffle une pénalité au bénéfice de l'équipe adverse, qui se voit rendre le ballon. La faute donne le droit à l'équipe adverse :
- de frapper au but (3 points si le ballon passe entre les poteaux et au-dessus de la transversale) ;
- de taper en touche (l'équipe qui bénéficie de la pénalité remettra le ballon en jeu) ;
- de taper un petit coup dans le ballon pour ensuite le rattraper à la main ;
- de taper plein champ ;
- de demander la mêlée fermée (introduction pour l'équipe qui bénéficie de la pénalité).

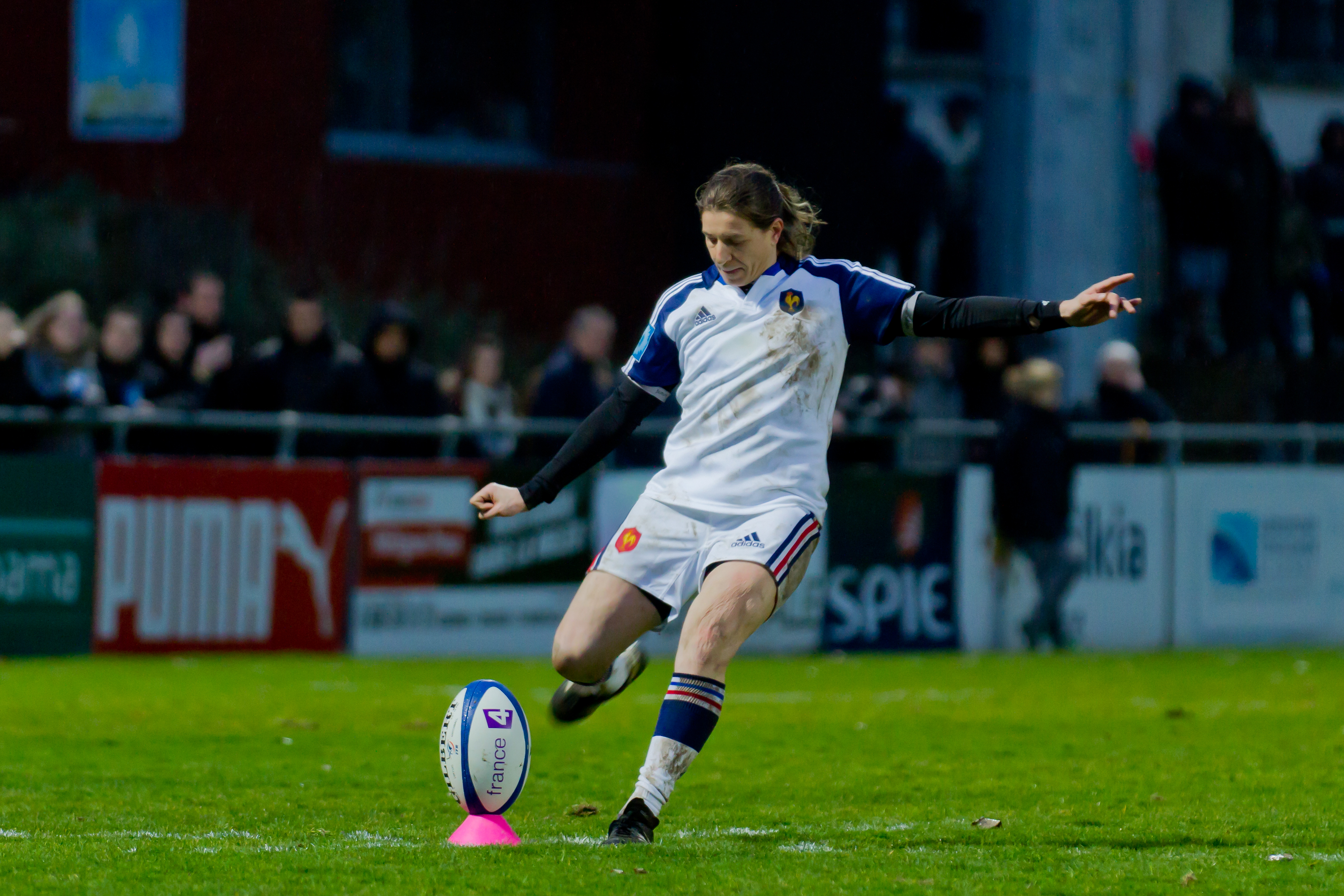
Christelle Le Duff tente une pénalité lors de France - Italie du 6 nations 2014.
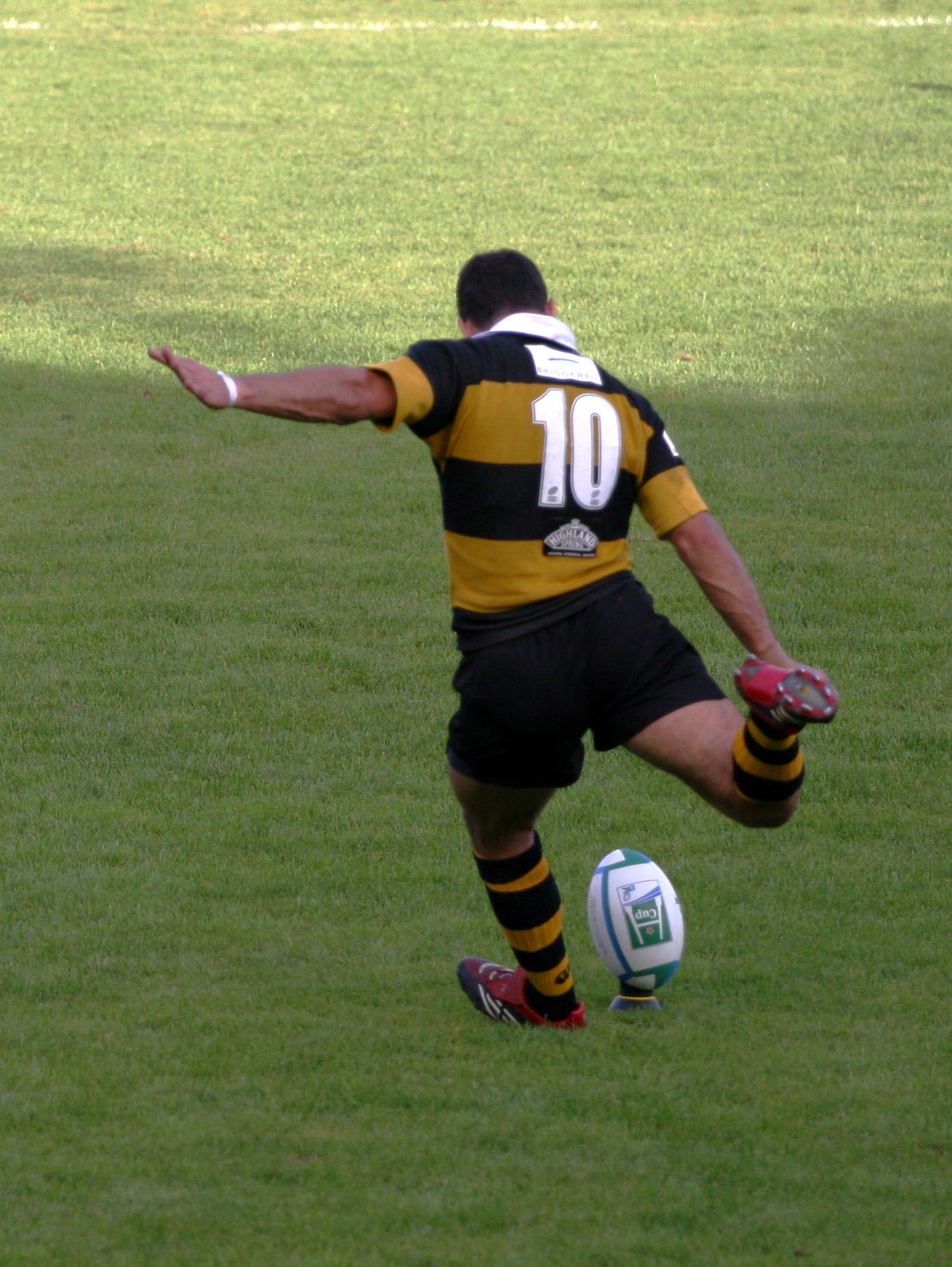
Jeremy Staunton tente une pénalité lors de la rencontre London Wasps-USA Perpignan.
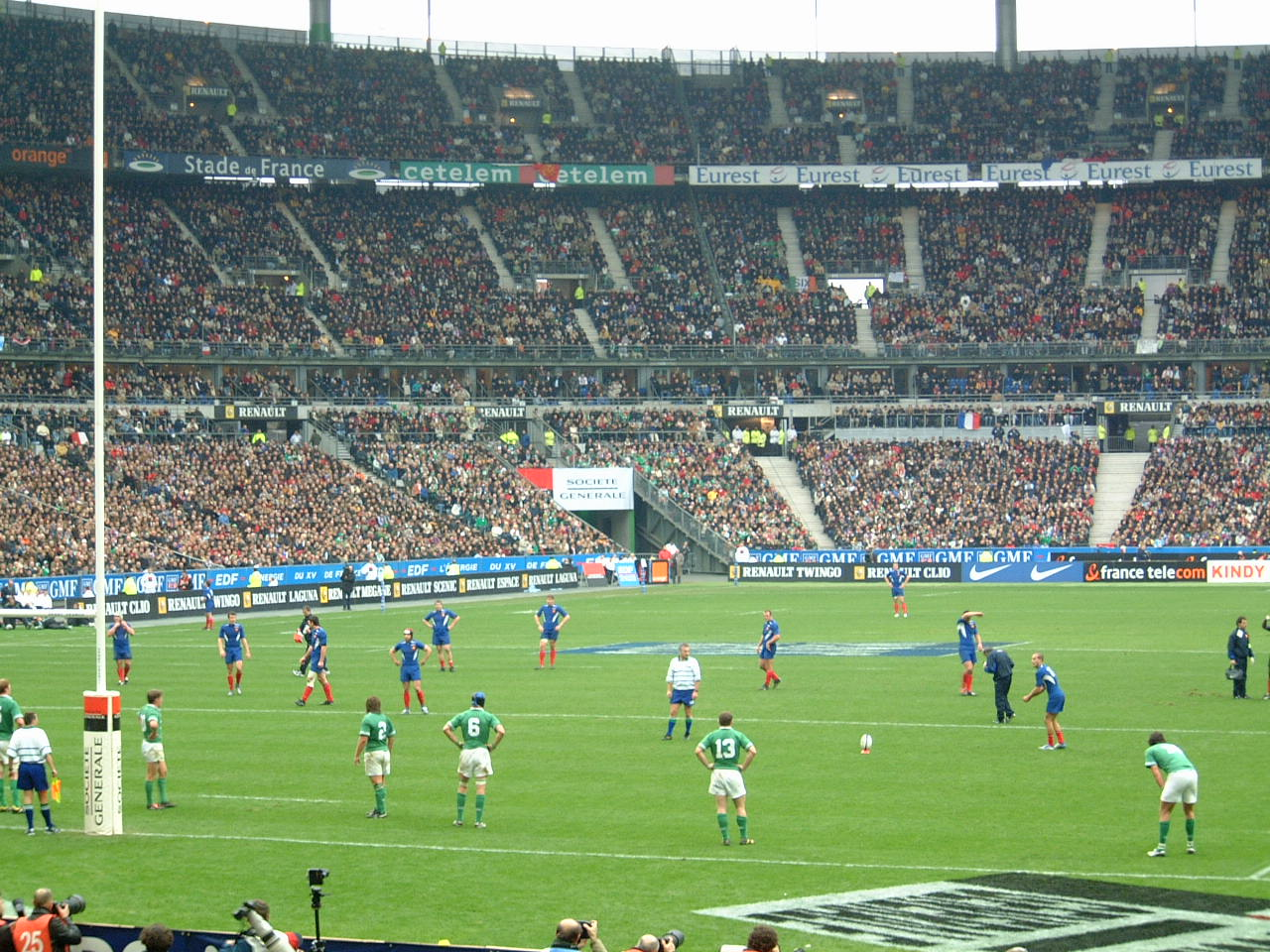
Frédéric Michalak tente une pénalité lors de France-Irlande du Tournoi des Six Nations 2004 au Stade de France

## Records
Au niveau international, quatre joueurs détiennent le record du plus grand nombre de pénalités inscrites en un match : Keiji Hirose, Andrew Mehrtens, Neil Jenkins et Thierry Teixeira avec neuf coups de pied réussis.